# Robert Barker
Robert Barker (1739-8 de abril de 1806) fue un pintor irlandés que planteó por primera vez la idea de panorama en el año 1787 con el objetivo de describir una de sus pinturas de Edimburgo (Escocia).

## Biografía
Robert Barker nació el año 1739 en Kells, un pueblo de Meath (Irlanda). Años después se casó con una de las hijas del Dr.Aston de Dublín, con quien tuvo dos hijos. El mayor, Thomas Edward Barker, trabajó con su padre y más tarde, junto con Ramsay Richard Reinagle empezaron una competición de panoramas en The Strand.  El segundo hijo, Henry Aston Barker, nació en Glasgow el 1774, su padre le enseñó el mundo del arte, y posteriormente, asistió a The Royal Academy. 
Tras fracasar en el intento de establecer un negocio en Dublín, se introdujo en el mundo de la pintura. Desde un primer momento se interesó por el retrato y la pintura en miniatura. No obstante, no se conservan obras de su trabajo como pintor en Dublín ya que al parecer, no tuvo mucho éxito durante este periodo. Más tarde, se estableció en Edimburgo, donde continuó practicando los mismos estilos de pintura durante un tiempo. 
Ideó un sistema mecánico de perspectiva el cual lo llevó por primera vez a la idea de panorama tras la visión de la ciudad que obtuvo desde la colina de Calton Hill. El 1787, con ayuda de su hijo menor, Henry Aston Barker, que en ese entonces tenía solamente doce años, empezó a hacer dibujos de lo que sería una visión semicircular desde la cima de la colina. Finalmente, tras superar muchas dificultades, consiguió completar su pintura utilizando la técnica de la acuarela y lo llevó a Londres. En Londres, Barker completó su pintura: una visión circular completa de Edimburgo de 7,62 metros (25 pies) de diámetro y que exhibió tanto en Edimburgo como en Londres. 
Finalmente, pasó sus últimos días en una casa que tenía en Southwark, y allí murió con 67 años, el 8 de abril de 1806.

## Los panoramas de Barker
Creó la palabra "panorama" a partir del griego pan ("todo") horama ("vista") en 1792 para describir sus pinturas.
Después de su primer panorama de Edimburgo, pintó su segundo de la visión de Londres desde Albion Mills, el cual fue exhibido el 1792 y llamado "un vistazo a Londres y Westminster". El segundo panorama era mucho más grande que el primero, y por lo tanto, era más espectacular. Incluso personas que habían dudado de su éxito como Sir Joshua Reynolds, presidente de la Real Sociedad, rectificó ante la sorprendente obra y expresó que esta "representaba la naturaleza de un modo superior a las limitadas reproducciones de la pintura".
Llevó sus panoramas al primer edificio construido expresamente para exhibir este tipo de pinturas, situado en Leicester Squar. Era un edificio con paredes cilíndricas en las que se plasmaban las pinturas panorámicas. A partir de entonces, Barker empezó a tener éxito y a enriquecerse gracias a su trabajo. 
Los temas recurrentes en los panoramas estaban relacionados con las vistas de ciudades, paisajes y batallas navales de escenas en lugares exóticos como Atenas o regiones del Ártico. 
En 1787, patentó su técnica, le dio un nombre francés: La Nàture à Coup d'Oeil .
Sus panoramas tuvieron mucho éxito. Los conservadores del Museo de Londres encontraron constancia de 126 panoramas que fueron exhibidos en el museo entre 1793 y 1863.

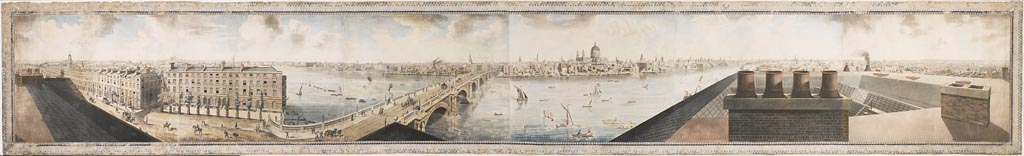
Panorama de Londres de Robert Barker, 1792